# Проспект Гарашсызлык
Проспект Гарашсызлык (туркм. Garyşsyzlyk şaýoly) — проспект Ашхабада, одна из крупнейших радиальных магистралей города, пересекающая его от центра на юго-запад.  С туркменского языка переводится как «проспект Независимости». Исторически проспект назывался улицей Таманской (здесь располагались войсковые подразделения гарнизона), после именовался Советской.

## Примечательные здания и сооружения
- Посольство Пакистана в Туркменистане (дом 4/1)[4]
- Посольство Таджикистана в Туркменистане (дом 4/2)[4]
- Посольство Узбекистана в Туркменистане (дом 4/3)[4]
- Посольство Афганистана в Туркменистане (дом 4/4)[4]
- Ливийское бюро по экономическому сотрудничеству (дом 9)[4]
- Посольство Казахстана в Туркменистане (дом 11, 13, 15)[5]
- Посольство Кыргызстана в Туркменистане (дом 17)[4]
- Туркмено-Российская школа
- Туркменвнешэкономбанк
- Олимпийский водноспортивный комплекс[6]
- Мир сказок Туркменбаши
- Туркменский Государственный кукольный театр
- Детский мир
- Серги кошги
- Издательская служба Туркменистана
- Государственная акционерная корпорация «Туркменхалы» (дом 94)[7]
- Министерство текстильной промышленности Туркменистана (дом 96)[8]
- Парламент Туркменистана (дом 110)[8]

## Фотографии

Банк внешнеэкономической деятельности
Меджлис Туркменистана
Совместная туркмено-российская школа